# Tinodes assimilis
Tinodes assimilis là một loài Trichoptera trong họ Psychomyiidae. Chúng phân bố ở miền Cổ bắc.